# Kirkor Canbazyan
Kirkor Canbazyan (9 de março de 1912 — Buenos Aires, 7 de julho de 2002) foi um ciclista turco que representou seu país nos Jogos Olímpicos de Verão de 1936 no individual e por equipes.